# Spirama indenta
Spirama indenta là một loài bướm đêm trong họ Erebidae.